# Diagram (teoria kategorii)
Diagram – teoriokategoryjny odpowiednik rodziny indeksowanej zbiorów z teorii mnogości; zasadniczą różnicą jest dodatkowa obecność morfizmów obok obiektów. Wykorzystuje się je w definicjach granicy i kogranicy oraz stożków. Szczególnym rodzajem diagramu jest tzw. diagram przemienny pełniący rolę analogiczną do równania w algebrze. Przykładami diagramów, obok wspomnianej rodziny indeksowanej, są m.in. układ prosty i odwrotny.

## Definicja
Diagramem w kategorii {\displaystyle {\mathcal {C}}} nazywa się dowolny funktor {\displaystyle F\colon {\mathcal {I}}\to {\mathcal {C}}} pewnej kategorii {\displaystyle {\mathcal {I}},} nazywaną kategorią indeksującą bądź schematem diagramu {\displaystyle F} (przy czym nie ma znaczenia natura jej obiektów, lecz tylko jej „kształt”; dlatego zwykle {\displaystyle {\mathcal {I}}} jest kategorię wolną generowaną przez pewien graf). Częstokroć {\displaystyle {\mathcal {I}}} jest kategorią małą lub nawet skończoną: diagram nazywa się wtedy odpowiednio małym lub skończonym.